# Iberomorda
Iberomorda là một chi bọ cánh cứng trong họ Mordellidae.
Chi này được miêu tả khoa học năm 1946 bởi Méquignon.

## Các loài
Chi này gồm các loài:
- Iberomorda sulcicauda (Mulsant, 1856)
- Iberomorda viridipennis (Mulsant, 1856)